# شهرستان آورن
شهرستان آورن (به بلغاری: Avren Municipality) یک شهرستان در بلغارستان است که در استان وارنا واقع شده‌است. شهرستان آورن ۳۸۰ کیلومتر مربع مساحت و ۹٬۰۸۹ نفر جمعیت دارد.